# Salam

Salám alaikum en caligrafía árabe.

Salam (en árabe: سلام‎, romanizado: salām, lit. 'paz', AFI: /sa.laːm/) es una palabra árabe usada como saludo general, en los países árabes y por los musulmanes, pero también en otros países donde el islam tiene una gran importancia.
Se usa como forma abreviada de saludos más largos tales como ٱلسَّلَامُ عَلَيْكُمْ‎, as-salāmu ʿalaykum, 'la paz sobre tí', que significa «(que) la paz sea contigo (con vosotros)», y al cual se le puede responder وَعَلَيْكُمُ ٱلسَّلَامُ‎, wa-ʿalaykumu s-salāmu, 'y sobre ti la paz', «la paz sea contigo (con vosotros) también». La frase completa es ٱلسَّلَامُ عَلَيْكُمْ وَرَحْمَةُ ٱللَّٰهِ وَبَرَكَاتُهُ‎, as-salāmu ʕalaykum wa-raḥmatu llāhi wa-barakātuhu, «La paz sea contigo con la misericordia y las bendiciones de Dios». 
Salam también forma parte del salud صَلَّى اللهُ عَلَيْهِ وَسَلَّمَ‎, ṣallā llāhu ʕalayhi wasallama, 'Que Dios lo bendiga y le conceda la paz' usado por los musulmanes tras nombrar a Mahoma, el cual se añadió a Unicode con el carácter ﷺ y código U+FDFA. 
As-Salām es igualmente uno de los 99 nombres de Dios.
La palabra salám proviene de la raíz semítica س ل م (S-L-M) que está relacionada con la palabra hebrea שָׁלוֹם‎, shalom, que también significa «paz» y de igual modo se emplea en Israel y por el pueblo judío como saludo.